# (18285) Владплатонов
(18285) Владплатонов (лат. Vladplatonov) — типичный астероид главного пояса, открыт 14 апреля 1972 года советским астрономом Людмилой Черных в Крымской астрофизической обсерватории и 15 июня 2011 года назван в честь журналиста и режиссёра Владимира Платонова.

## Обнаружение и именование
(18285) Владплатонов
Открыт 14 апреля 1972 года в Крымской астрофизической обсерватории Л. И. Черных.
Владимир Петрович Платонов (р. 1938) — известный журналист и режиссёр документальных фильмов. Является автором многих книг, статей и фильмов о создателях ракетно-космической техники и многих проблемах в этой области.
Оригинальный текст (англ.)18285 Vladplatonov
Discovered 1972 Apr. 14 by L. I. Chernykh at the Crimean Astrophysical Observatory.
Vladimir Petrovich Platonov (b. 1938), well-known journalist and documentary-film director, is the author of many books, articles and films about the creators of space-rocket technologies and the many challenges in that field.
Источники: 20110615/MPCPages.arc; M.P.C. 75350.

## Орбита

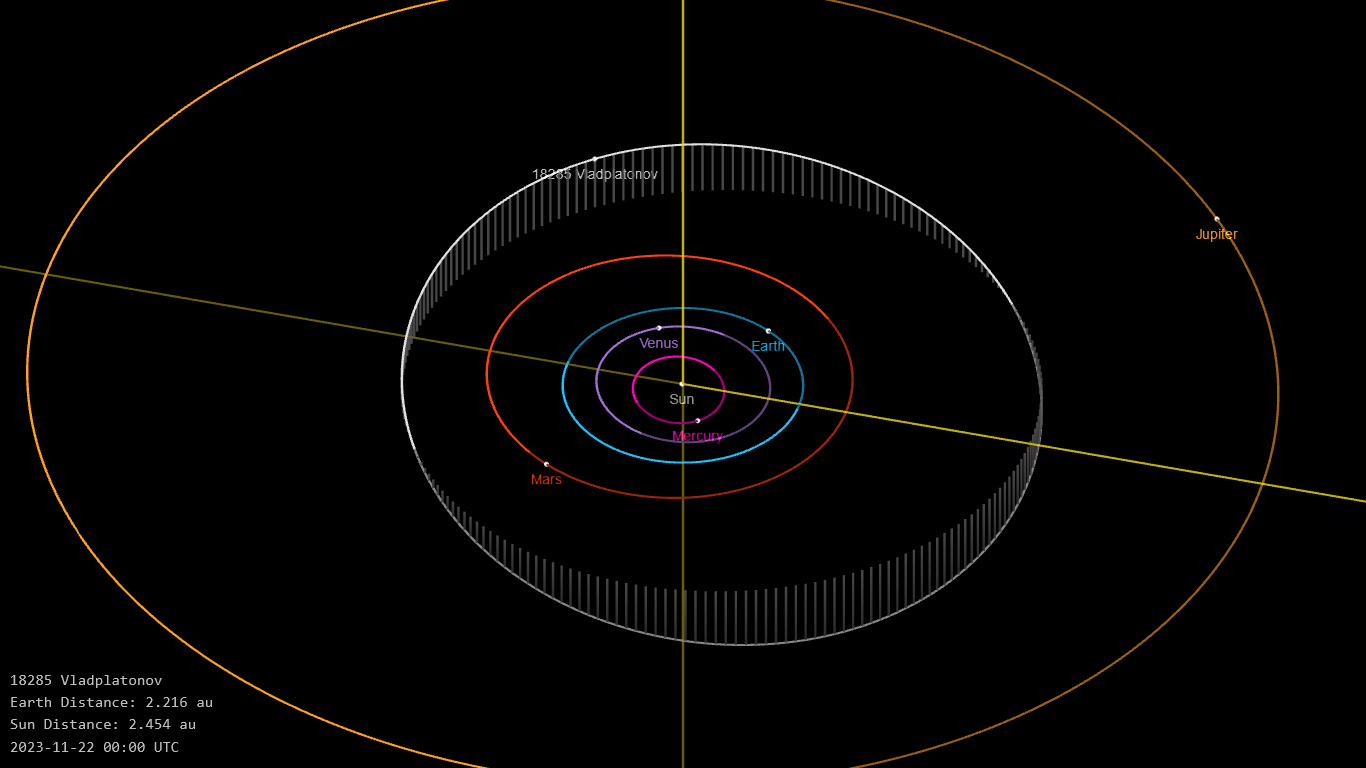
Орбита астероида Владплатонов и его положение в Солнечной системе

## Физические характеристики
Из наблюдений системы телескопов панорамного обзора и быстрого реагирования Pan-STARRS следует, что астероид относится к таксономическому классу C.
По результатам наблюдений в видимом и ближнем инфракрасном диапазоне космического телескопа NEOWISE и наблюдений в инфракрасном диапазоне спутника Akari диаметр астероида оценивался равным 16,250±0,130 км, 15,73±0,41 км, 14,64±0,19 км, 15,64±4,13 км, 13,05±4,73 км, 15,615±4,201 км и 14,660±4,688 км, 12,48±3,18 км, 13,31±3,26 км и 15,18±4,37 км. Согласно тем же источникам альбедо оценивается как 0,0596±0,0016, 0,086±0,005, 0,075±0,003, 0,05±0,04, 0,06±0,04, 0,0494±0,0302 и 0,0624±0,0535, 0,060±0,002,
0,058±0,034, 0,052±0,041 и 0,049±0,032.